# Бой при Форт-Ройял
Бой при Форт-Ройял — бой между кораблями английского флота адмирала Худа и французского флота адмирала де Грасса, у острова Мартиника, во время англо-французской войны 1778—1783 годов и переплетённой с ней американской революционной войной, при попытке Худа блокировать Форт-Ройял (современный Фор-де-Франс).

## Предыстория
Спустя неделю после оккупации острова Св. Евстафия появился корабль из Бискайского залива с известием, что 31 декабря 1780 были обнаружены от 8 до 10 линейных кораблей французов, сопровождающие крупный конвой в направлении Вест-Индии. Родни немедленно приказал Худу с 11 линейными идти на рандеву с ещё шестью, стерегущими Форт-Ройял, и с ними занять позицию с наветра (с востока) от Мартиники для перехвата конвоя.
Худ вышел в море 12 февраля 1781 года. Сведения оказались неверны, но ему было приказано крейсировать дальше. Через месяц пришел новый приказ: изменить позицию на подветренную и начать ближнюю блокаду Форт-Ройяла. Худ возражал, что в этом случае не сможет эффективно перехватывать подходящих с наветра, но Родни оставил приказ в силе.
Приготовления французов в Бресте закончились только в марте, и 22 марта адмирал де Грасс вышел с конвоем и 26 линейными кораблями. Через неделю 6 из них отделились — 5 под командованием Сюффрена пошли в Ост-Индию, 1 в Северную Америку. Остальные продолжали путь к Мартинике, которая и открылась 28 апреля. После полудня французы обнаружили также эскадру Худа, с подветра возле южной точки острова, мыса Салин, и де Грасс на ночь лег в дрейф.
Кроме 20 кораблей де Грасса, в самом Форт-Ройяле был ещё один 74-пушечный и три 64-пушечных. Среди задач Худа было не дать им соединиться.
Таким образом, у французов было преимущество в числе кораблей и суммарном числе пушек, кроме того де Грасс был с наветра. С другой стороны, Худу не надо было заботиться о прикрытии конвоя, все его корабли были обшиты медью, и все его силы были сосредоточены, тогда как французы разделены.

## Ход боя
На рассвете 29 апреля де Грасс двинулся с намерением обогнуть мыс Салин. Худ был слишком далеко под ветром для перехвата. Позже Родни винил его в том, что он «потерял ночь напрасно». Но по свидетельству Сатерленда, капитана HMS Russell:
в 6 вечера (28-го) наш флот повернул на север и продолжал движение [ночью]
то есть делал все возможное, чтобы выиграть ветер. Все британские авторы сходятся только в одном: никто из них не имел представления о реальной силе противника. Так или иначе, манёвр не удался, и ближнего боя у мыса не последовало.
В 9:20 утра к Худу присоединился 64-пушечный линейный корабль с Сент-Люсии, доведя общее число его кораблей до 18. Эскадра в это время держалась курсом на зюйд. В 10:35 британцы провернули оверштаг все вдруг, в то время как французы огибали мыс Салин — транспорты близко к берегу, боевые корабли мористее, прикрывая их.
Теперь обе эскадры шли параллельными курсами, авангард французов против британского центра. В 11 утра французы открыли огонь, на который британцы не ответили. В 11:20, уже севернее бухты, Худ ещё раз повернул оверштаг. В ответ де Грасс, видя что конвой благополучно прошел, повернул фордевинд все вдруг, таким образом линии противников сблизились, идя на зюйд. В это время четыре француза вышли из бухты и без помех пристроились в хвост к своим. Когда французские ядра стали падать с перелетом, британцы ответили на огонь. В полдень Худ, видя что по-прежнему не может сблизиться с противником, убрал все паруса кроме марселей и привелся, надеясь этим вызвать его на сближение. В 12:30 французский адмирал поравнялся с его флагманом; бой стал общим, но на слишком большой для эффективного огня дистанции. Позже Худ писал:

Полагаю, никогда ещё не выбрасывали за день впустую столько пороха и ядер.
Оригинальный текст (англ.)Never, I believe, was more powder and shot thrown away in one day before.

Французы не меняли курс, и в 1 час пополудни Худ снова взял ветер, так как их авангард обогнал его собственный. Ведущие корабли, выходя из-под острова в пролив, ловили более свежий бриз, и с ним уходили вперед. Поэтому в 1:34 пополудни Худ поднял сигнал сомкнуть строй, и видя, что даже один выстрел из десяти его не достает, прекратил огонь. На южном конце линии, однако, бой ещё продолжался. Четыре британских корабля: HMS Russell, HMS Centaur, HMS Intrepid и HMS Shrewsbury, подверглись атаке восьми французских. Именно они пострадали больше всего — как по части повреждений, так и потерь. Russell получил несколько пробоин в районе ватерлинии, с трудом держался на плаву и потому был отослан на Св. Евстафия, куда пришел 4 мая, принеся Родни первые известия о бое и о численности прибывших французов.
В течение дня 30 апреля Худ держал позицию, по-прежнему пытаясь выиграть ветер. Когда эти попытки провалились, и выяснилось что ещё два его корабля выведены из строя, он на закате отвернул к северу, поскольку южнее сильные течения не позволяли покалеченным кораблям добраться до Сент-Люсии. 11 мая он соединился с Родни, который, произведя спешный ремонт Russell, 5-го вышел в море с ним, плюс HMS Sandwich и HMS Triumph.

## Последствия
Ни один корабль с обеих сторон не был уничтожен или захвачен. Потери британцев в людях составили 39 убитыми (включая капитана Centaur, Нотта) и 162 ранеными, в большинстве на четырёх кораблях, оказавшихся против восьми французов. Сведения о потерях последних сильно разнятся от источника; одни показывают потери, сравнимые с британскими, другие в пять раз меньше. Надежно определить их невозможно.
Трудно критиковать действия сторон в этом бою, так как отчеты расходятся. Судя по всем фактам, Худ не сумел захватить инициативу с самого начала, и дальнейший ход столкновения диктовал де Грасс. Худ не смог ни воспрепятствовать конвою, ни помешать противнику соединить силы, ни нанести заметный урон боевым кораблям. С другой стороны, он не отступил перед явно превосходящими силами, и не потерял ни одного корабля. Причины и возможности изменить положение он, Родни и французы толковали каждый по-своему.
Родни винил Худа за то, что не произошло решительного сражения (см. выше). Своей ответственности за приказ сменить позицию на подветренную он, в типичной для него манере, видеть категорически не желал. Худ на это заметил (намекая на то, что Родни остался на Св. Евстафии, занятый своей долей военной добычи):

Несомненно было бы лучше для всех,… будь сэр Джордж со своим флотом, ибо тогда, уверен, мы были бы с наветра, когда подошел де Грасс.
Оригинальный текст (англ.)It would have doubtless been fortunate to the public... had Sir George been with his fleet, as I am confident he would have been to windward instead of to leeward, when de Grasse made his approach.

Иными словами, Худ пытался снять ответственность с себя, хотя был командиром на месте. Родни, в свою очередь прозрачно намекал, что сам он сумел бы привести противника к бою. Учитывая его тактический гений, это вполне возможно, но не гарантировано. Оправдания обоих остаются оправданиями, и не влияют на результат. Свидетели-французы оценивают действия Худа 29 апреля как «решительные», но на следующий день «сдержанные».
Де Грасс со своей стороны одержал тактическую победу. Он выполнил задачу проводки конвоя, который среди прочего доставил войска для новых высадок в Карибах. Никто, включая Родни, не сомневался что его следующей целью была Сент-Люсия. Дальнейший ход боевых действий в основном был продиктован защитой британских островов. Де Грасс, однако, не воспользовался случаем разбить флот противника по частям, предпочтя осторожность. Этим он затянул вест-индские операции ещё на год, что в конечном счете внесло вклад в ничейный исход войны. Один из его капитанов пишет:

Граф де Грасс, очевидно, был слишком занят безопасностью конвоя, тогда как адмирал Худ 29-го показал себя далеко не таким сдержанным, как на следующий день. Невзирая на наше численное превосходство, граф де Грасс держался берега, пока весь конвой не был в безопасности.
Тот же автор заключает, что Худ и его капитаны проявили большое умение, играя на своем преимуществе (обшивка медью) и выжидая удобного момента, который не представился.

## Силы сторон
| Британская эскадра  | Британская эскадра         | Британская эскадра                     | Французская эскадра                                                  |
| Корабль (пушек)     | Командир                   | Примечание                             | Корабли                                                              |
| ------------------- | -------------------------- | -------------------------------------- | -------------------------------------------------------------------- |
| Alfred (74)         | William Baine              |                                        | 1 × 110-пушечный, 3 × 80-пушечных, 15 × 74-пушечных, 1 × 64-пушечный |
| Belliqueux (64)     | James Baine                |                                        | 1 × 110-пушечный, 3 × 80-пушечных, 15 × 74-пушечных, 1 × 64-пушечный |
| Alcide (74)         | Charles Thompson           |                                        | 1 × 110-пушечный, 3 × 80-пушечных, 15 × 74-пушечных, 1 × 64-пушечный |
| Invincible (74)     | Sir Richard Bickerton      |                                        | 1 × 110-пушечный, 3 × 80-пушечных, 15 × 74-пушечных, 1 × 64-пушечный |
| Monarch (74)        | F. Reynolds                |                                        | 1 × 110-пушечный, 3 × 80-пушечных, 15 × 74-пушечных, 1 × 64-пушечный |
| Barfleur (90)       | John Knight                | флагман, контр-адмирал сэр Самуэль Худ | 1 × 110-пушечный, 3 × 80-пушечных, 15 × 74-пушечных, 1 × 64-пушечный |
| Terrible (74)       | James Ferguson             |                                        | 1 × 110-пушечный, 3 × 80-пушечных, 15 × 74-пушечных, 1 × 64-пушечный |
| Princessa (70)      | Sir Thomas Rich            |                                        | 1 × 110-пушечный, 3 × 80-пушечных, 15 × 74-пушечных, 1 × 64-пушечный |
| Ajax (74)           | John Symons                |                                        | 1 × 110-пушечный, 3 × 80-пушечных, 15 × 74-пушечных, 1 × 64-пушечный |
| Resolution (74)     | Lord Robert Manners        |                                        | 1 × 110-пушечный, 3 × 80-пушечных, 15 × 74-пушечных, 1 × 64-пушечный |
| Montagu (74)        | John Houlton               |                                        | 1 × 110-пушечный, 3 × 80-пушечных, 15 × 74-пушечных, 1 × 64-пушечный |
| Gibraltar (80)      | Charles Knatchbull         | контр-адмирал Самуэль Дрейк            | 1 × 110-пушечный, 3 × 80-пушечных, 15 × 74-пушечных, 1 × 64-пушечный |
| Centaur (74)        | John Neale Pleydell Nott † |                                        | 1 × 110-пушечный, 3 × 80-пушечных, 15 × 74-пушечных, 1 × 64-пушечный |
| Russell (74)        | Andrew Sutherland          |                                        | 1 × 110-пушечный, 3 × 80-пушечных, 15 × 74-пушечных, 1 × 64-пушечный |
| Prince William (64) | Stair Douglas              |                                        | 1 × 110-пушечный, 3 × 80-пушечных, 15 × 74-пушечных, 1 × 64-пушечный |
| Torbay (74)         | John Lewis Gidoin          |                                        | 1 × 110-пушечный, 3 × 80-пушечных, 15 × 74-пушечных, 1 × 64-пушечный |
| Intrepid (64)       | Anthony James Pye Molloy   |                                        | 1 × 110-пушечный, 3 × 80-пушечных, 15 × 74-пушечных, 1 × 64-пушечный |
| Shrewsbury (74)     | Mark Robinson              |                                        | 1 × 110-пушечный, 3 × 80-пушечных, 15 × 74-пушечных, 1 × 64-пушечный |
| Lizard (28)         |                            | фрегат, репетовал сигналы              | 3 en flûte (охраняли конвой)                                         |
| Pocahontas (14)     |                            | шлюп, репетовал сигналы                | 3 en flûte (охраняли конвой)                                         |